# リーンハルトとゲルトルート

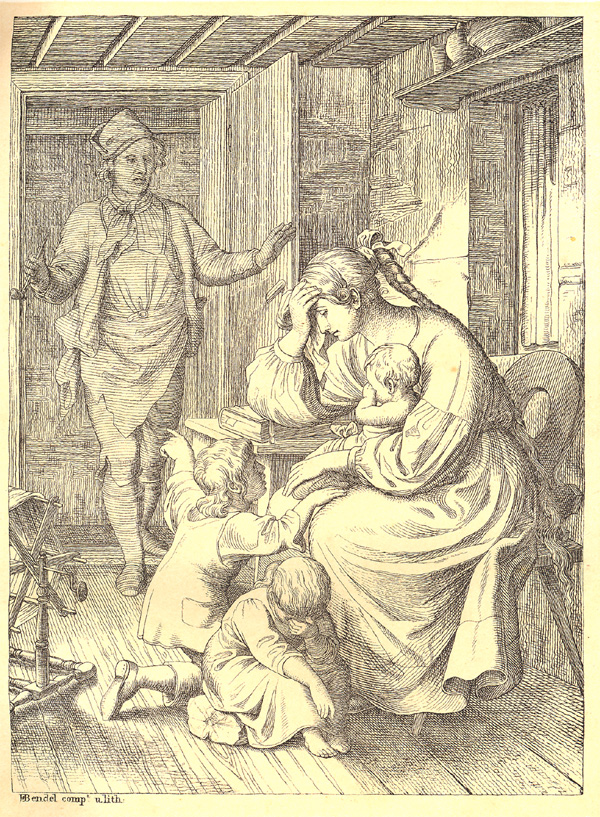
ハンス・ベンデルによるペスタロッチの小説「リーンハルトとゲルトルート」のイラスト。
第一章 心優しい男だが妻子を極度に不幸にする男。

『リーンハルトとゲルトルート(Lienhard und Gertrud)』(副題「民衆のための本」) は、ヨハン・ハインリヒ・ペスタロッチの小説で、初版は 1781 年から 1787 年にかけて 4 巻で出版され、後に数回改訂された。ペスタロッチは、架空のボンナル村をモデルに、荒廃した社会を示し、人道的な統治者と個々の知的な住民の努力のおかげで社会がどのようにして道徳的および経済的回復に導かれるかを描いて見せる。この本は大成功を収め、これによりペスタロッチは「自らを文学史に名を残した。」彼の「文学的独創性と文学史的功績」は、素朴な村の人々に絡んでの感受性豊かな言葉の使用にある。
個人の成長発達小説(Entwicklungsroman)に対するオルタナティブとして、ペスタロッチは『リーンハルトとゲルトルート』によって「集団の対立とユートピア的解決策を備えたドイツ民衆小説のパラダイム」を生み出した。
その後のバージョンは、大幅に変更された版もあったが、初版の成功に匹敵するものはなかった。

## 内容 (初版)
当初の状態
この小説は、1880 年代初頭、フランス革命の直前のスイスの架空の村ボンナルを舞台にしている。この村は、土地の代官(執行吏、Untervogt) (しばしば単に「Vogt」と呼ばれる) を務めながら、同時に町で唯一の居酒屋を兼ねた旅館(Wirtshaus)を経営する影響力のあるフンメルの汚職に苦しんでいる。
村には、ごく僅かな裕福な農民の他に、腹黒な地主の陰謀から逃れるチャンスのない多くの貧しい人々も住んでいる。しかし、最近、新しい君主である若い地主貴族(Junker)、カール・アルナー・フォン・アルンハイムが城に居住しており、村はその領土に属しており、村の社会的および経済的状況を改善するという目標を掲げている。彼は啓蒙主義に感化された神学者である村の司祭を自らの協力者として、緊密に協力しようとしている。

第一部 (1781)
リーンハルトはボンナルのレンガ職人で、宿屋の主人に多額の借金があり、その返済のため旅館に行く羽目になり、それで収入の大半は消えていく。だから彼の妻のゲルトルートはしばしば、7 人の子供たちをどうやって養えばいいのか分からなくなる。絶望した彼女は城にいるアルナーを訪ね、自分の状況を語って聞かせる。彼は当面少しのお金を援助し、援助することを約束した。リーンハルトには教会の改築という任務が与えられ、少なくとも一定期間は安定した収入が得られることになった。村の他の人々でも、緊急に追加収入を必要としている人には、この事業での仕事が与えられることになった。
その中には、証人が偽証を行ったため、遠い昔に貴重な牧草地を代官に奪われたヒュベルルディも含まれる。それ以来、ヒュベルディさんは悲惨な状況で暮らしており、妻は先に亡くなり、子供たちは飢えている。祖母が亡くなると、ゲルトルートが子どもたちの世話をしている。
教会の建設に関与した人々のリストが代官の腹積もりと一致しないため、執行吏はアルナーとリーンハルトの両方に対抗して陰謀を張り巡らすが、これは半分しか成功しなかった。アルナーが代官に彼の代官の業務か旅館の商売かどちらかを放棄するかの選択を彼に与えると、彼は非常に動揺し、アルナーに危害を加えるために夜に森の中の里程標を移動させようと思いつく。その最中、彼は光と騒音の現象に驚き、悪魔に追われていると思い込み、恐怖を感じて村に逃げ帰った。そこで司祭は、自分の陰謀を告白するほど疲れ果てた傷ついた男のケアをする。
アルナーは代官を建前上は死刑を宣告し、実際には森の中の原状回復と14日間の懲役を宣告し、その間に彼は間違った道に進んだ経緯を司祭に説明しなければならない。ヒュベルディは牧草地を取り戻し、アルナーからの贈り物と補償として牛を受け取りました。代官の遭遇した悪夢のような出来事により、村の迷信に新たな命が吹き込まれた。アルナーはこれに抵抗し、賭けをする。
裕福な農民たちは代官の冒険が公明正大なものであるとは信じられず、それに対抗して地域の牧草地を使用する権利を賭けた。アルナーは、夜の森をさまよっていて代官にいたずらをした自身の雇用人に秘密を暴露させる。農民たちは自分たちが賭けに負けたことを認めるしかなかった。

第二部 (1783)
代官はグラグラになった里程標を元に戻す羽目になり、村人たちの悪意の目にさらされる中、彼は森の奥に入る。司祭とアルナーは、翌日の建前上の絞首刑が見世物にならないよう予防措置を講じる。むしろ、それは村の人々を浄化する力を持つべきであり、それは多大な努力がなければ達成はできない。
代官は現在、14日間の懲役刑を開始しており、司祭による集中的なケアを受けている。詳細な会話は、多くの村民に執行吏も悪行を実行するのではないかという疑惑を引き起こした。そこで代官を買収しようとする試みもなされた。しかし、彼はそれには関わらない。彼の妻が死にかけているため、彼は一晩だけ彼女のもとに帰宅することを許される。彼女も自分の犯した罪を後悔している。彼女の死の前に、彼女の下で苦しんだ多くの貧しい人々が彼女のもとにやって来て、彼女を許すと証言する。
ヒュベルーディ家は現在、経済的には安定しているが、家庭は依然として混乱している。ゲルトルートは積極的に整理整頓を手伝い、子供たちの世話を続けている。
アルナーは裕福な農民が賭けていた共同牧草地を貧しい人々に分配したいと考えている。しかし、農民たちは、これに対して馬小屋にはまだたくさんの家畜がいて、十分な干し草がないと言い張って、自分たちの権益を守ろうとする。
アルナーは裁判の日のようなコミュニティ集会を企画する。彼は状況を詳しく調査させ、農民たちに嘘をついたとして有罪判決を下し、また長年にわたって犯されてきた窃盗も明るみに出した。村全体が受けた道徳的無視が暴露され、罪を犯した者は罰せられる。
司祭は、長い説教の中で老代官の人生を語るが、それは彼を悪事暴露するためではなく、彼の怠慢がどのようにして生じたのかを示すためである。
両親の悪い模範と先代の領主の職務怠慢が大きな役割を果たしている。この説教の教訓は、誰もが高慢、強欲、不親切になる可能性を持っているため、そのような運命から免れる人はいないということである。

第三部 (1785)
アルナーは、貧しい村民の経済状況を持続的に改善する方法についてアドバイスを受ける。綿商人とその妹は、教師が役に立たないので、家庭で綿糸を紡ぐ子供たちのために税金を優遇することと、学校の教育を改善することを推奨する。
しかし、共同牧草地はまず土地のない住民に分配される。それぞれが土地に植えるための果樹も受け取ることになる。さらに、すべての貧しい子供たちは、ヤギの世話をし、世話をする際に特定の規則に従うことを約束するなら、ヤギを受け取ることができる。さらに、家主に借金をしている人は全員、家主と公的に清算をしなければならない。家族に告げずに密かにワインを飲んだり、家財を移動したりしたことが明るみに出るため、これは多くの人にとって恥ずかしいことである。
20歳までに糸紡ぎで一定の最低限のお金を貯めることができる子どもには生涯畑に対する税金を免除するというアルナーの発表は、多くの人に熱狂的に受け入れられ、富裕層からの妨害もはねのけられた。
アルナーから新たな教師に任命された元中尉のグルフィはゲルトルートを訪ねる。ゲルトルートは自分の子供たちだけでなく、ヒュベルディの子供たちも彼女の部屋で教えており、子どもたちは同時にそれぞれの糸車に取り組むことになった。アルナーさんの要請で、ゲルトルートは、グルフィが、同じ原則に従って村の学校での授業を組み立てるのを手伝うことになる。それは常に理論的な知識と実践的なスキルの組み合わせに関するものである。そして、司祭さえもこの言葉に触発されている。宗教教育は単に独断的な教義を暗記することではなく、むしろ日常生活の課題に対する道徳的な準備であるべきなのだ。
新しい学校の授業も当初は村内で疑惑の目で見られていた。しかし、子どもたちは先生が大好きなのまで、時間が経つにつれて陰口を叩いている人たちも先生の献身ぶりに敬意を表すしかなくなる。これは、生徒たちの実習先の世話もするほどである。

第四部 (1787)
アルナーは叔父と姪のシルビアの訪問を受ける。二人は以前にも公爵の宮廷に滞在しており、そこでアルナーの改革が注目され、熱心に議論されていた。ビリフスキー大臣はアルナーの友人であり、彼の活動を支持しているが、ヘリドールはそのような改革に反対している。シルビアはヘリドールと友人で、ボンナル村のアルナー支持者、特にグルフィに対して陰謀を企て始める。結局のところ、彼女の企みは失敗に終わる。
しかし、状況はアルナーにとっては重荷になる。彼はすでにその予兆を自分の中で感じていた深刻な病気が発症する。彼は瀕死の状態であったが、公爵の主治医が彼を救った。ビリフスキーは改革を自分の目で確かめるために村を訪れる。彼は進歩に熱意を持っており、このような改革を国全体に拡大するよう公爵を説得したいと考えている。
村の多くの人々がアルナーが死ぬかもしれないと予想していたという事実は、改革の成功が紙一重の状態にあることを明らかにした。一方で、村民の自発性も刺激された。教師が独立して資金を調達するようにとの声は反響を呼んでいる。そうなるとしたら、たとえアルナーが彼に給料を支払うことができなくなったとしても、グルフィの仕事は確保されることになる。そして、ゲルトルートを含む4人の女性が協力して同盟を結成したが、その目標もアーナーの改革を確実なものにすることである。アルナーの回復を祝う盛大なパーティーが村で開かれる。同じ日に、ヒュベルディはゲルトルートの援助で、長い間求愛していた女性と結婚した。次の夜、老代官フンメルが亡くなる。アルナーは現在、一連の規制によって達成されたものを確保し、前進させようとしている。まず、村内のさまざまな農村経済分野の成功のレシピを共有することで、仕事の成果を向上させることを目的とした予防策がある。さらに畑、森林、牧草地の所有権と状態に関する情報を提供する土地台帳も作成される。これにより紛争が防止され、経済の基盤整備を継続的に改善していくための素地が生まれる。
第二に、村人たちが名誉と謙虚さに基づいて相互に交流する方法を規制しようとする予防策がある。勤勉と倹約という市民の美徳は、誰も盗みをしたくなるほどの困難に陥らないようにすることを目的としている。グルフィの学校の授業はこれにおいて重要な役割を果たしている。そして第三に、高度な紛争解決メカニズムが確立されつつあり、実際の裁判手続きが実質的に不要になるだろう。
ビリフスキーは他の2人の大臣にアルナーの改革が国全体にとって大きな期待を持っていることを説得することができ、これらの改革が国全体でどの程度実施できるかを詳細に検討する委員会を設置するよう公爵を説得することに成功した。

## 解釈 (初版)
小説の舞台であるボンナル村は、ペスタロッチが社会的荒廃を描きながら、同時に秩序を回復するためのレシピを試みるモデルとしての役割を果たしている。ペスタロッツィの診断によれば、この小説原稿の執筆時点での村の荒廃の理由は、主に新興工業化（特に繊維分野、つまり綿紡績と織物）によるもので、影響を受けた人々はそれに対して十分な準備ができていなかった。昔ながらの農夫の生活は、新世代を育てるにあたって十分なものの見方の材料を提供したが、これは企業での賃金労働に対する要求で変化する。
「知的訓練と合理的なスキルが不可欠になっているが、単なる環境の影響によってはもう授けられない。かつて貧しい人々の間で現金が手に入るようになったことが、その準備ができていない人々を圧倒し、村の階層構造を崩壊させている。 」 

### 人間像
ジャン・ジャック・ルソーの哲学に従っているが、それとは対照的でもある 、ペスタロッチは『リーンハルトとゲルトルート』に関して人類学的立場を展開し、それをグルフィ中尉に代理さ せている - そしてこの立場がペスタロッチ自身のものでもあることが明らかになった 。
人間は、放っておくと野生に育ち、本質的に怠け者で、無知で、不注意で、軽率で、軽率で、だまされやすく、怖がりで、計り知れないほど貪欲であり、その結果、その弱さに内在する危険に脅かされるのだと彼は続けた。そして彼の貪欲を妨げる障害物は、曲がった、狡猾、裏切り、猜疑的、暴力的、大胆、復讐心、残酷である。 – これは、自然に成長し、自分の思い通りにしておけば必ずそうなるのが人間である。彼は食べながら強盗をし、寝ている間に殺人を犯します。 – 彼の性質の法則は彼の必要性であり、彼の法則の基礎は彼の欲望であり、彼の要求の限界は彼の惰性とそれ以上に到達することの不可能性である。
[…]
したがって、もし彼がそれに何らかの価値を持ちたい、あるいはそれに耐えられるようになるためには、社会は彼を、本来の彼の姿や、もし彼が放っておいた場合になるようなものとは全く異なるものにしなければならない。そして、人間の市民として価値全体と、社会に有益で有用な彼の力のすべては、人間を社会の道に導くために人間の最も内側の存在を変え、変える制度、習慣、教育の種類、法律に依存している。最初の本能に反する秩序は、その自然と矛盾し、自然がそれを設計したり使用可能にしたりしたのではなく、むしろ自然自体がその中にそれに対して最大の障害を置いた条件にそれを使用できるようにする[…] (III, 330f)
人間の体質に関するこのような見方は、個人と社会の間に相互依存関係があることを明らかにする。つまり、社会は個人が適合した方法で行動することに依存しているのである。一方、個人は、そのために必要な基盤を提供してくれる社会に依存している。そして、これは物質的な基盤と道徳的な枠組みの両方に当てはまる。これらの考察により、ペスタロッチは、後に「環境理論」 または「環境教育学」として知られるようになるものに近づいているが、このアプローチを突き詰めようとはしない。

### 社会批判、貴族批判
ここでペスタロッチの社会批判が登場し、彼はボンナル村の例を使ってそれを具体的に示すことができる。
ボンナルの状況は、物質的にも理想的にも、住民に必要な基盤を提供していない。この責任は、一方では代官フンメルにあり、彼の汚職は住民から権利を有する物質的基盤を奪い、同時に村の道徳的秩序を破壊したが、この責任は、他方では, フンメルの陰謀を長らく黙認していたアルナーの祖父にもある。
これにより、社会的批判は主に貴族に対する批判になる。貴族は革命前の時代に州憲法の責任を負っていたが、経済発展に圧倒され、国民が少なくとも最低限の生活を得る条件を作り出すことができなかった。
孫のアーナーは責任を果たそうと努めている。代官を罰することによって、彼は道徳の再生を開始しる。これには、通常の場合のように愉快だからではなく、カタルシスの一環として、村の全住民が参加する。なぜなら、フンメルが亡くなっただけでなく、村のコミュニティ全体が犯罪行為に絡み合っているからである。

### 学校と教育
環境が人々に影響を与えるというペスタロッチの人類学的なアプローチには、人々の教育の可能性、つまり適切な訓練を通じて社会に変化をもたらす可能性の基礎が存在する。
学校を設立し、グルフィを教師に任命することで、アルナーは子供たちが職業的にも道徳的にもその後の人生に備えられる環境を整えた。ペスタロッチは、教育は理論的知識を与えることではなく、むしろ若者が職業生活を生き抜くための実践的なスキルを開発することであると繰り返し強調している。それ以外のことは、最悪の場合、荒廃につながる可能性さえある。
グルフィは自分の使命を非常に包括的に理解しており、生徒たちが適切な職業を見つけるのを手助けし、さらには村の職人との見習いを手配した。技術的なレッスンだけでなく、グルフィは清潔さ、時間厳守、秩序と真実の愛などの美徳にも注意を払う。これにより、たとえ状況に慣れている年配の住民が変えるのが難しいとしても、グルフィとアルナーは道徳的再生の基礎を築くことに成功した。村を変えるとしても、それは老人たちをではなく、若者と学校を変えるということである。しかしながら、この場合、彼が期待したのは、村は老人に対してではなく、若者と学校に対してである。しかしながら、この場合、昼と夜が互いに異なるように、彼が期待していたのは、その子孫が生まれた次の種族と同様に異なる種族であるということだけだった。」 (III, 219)
グルフィに対するシルヴィアの陰謀と、将軍が代表する階級教育に関する考えは、誰もが学校教育にアクセスできることが当時目新しいだけでなく、激しく物議を醸していたという事実を反映している。一方で、この身分教育を克服することは、現代的な意味での機会均等を意味するにほかならない。これは、よく誤解されていたペスタロッツィの格言「貧しい人は貧しい人に育てられなければならない」（I、143）と一致するものである。
ペスタロッチは、貧しい人々が最も可能性の高い成人期、つまり土地を持たない工業労働者になることへの備えをしてもらいたいと考えている。一方、ペスタロッチの学派は新しい労働者階級の出現に反応し、この文脈において少なくとも「解放的要素」を発展させている。

### 経済
学校の導入が主に中長期的な改善を約束するのであれば、アルナーは短期的には特に貧しい家庭や土地のない家庭に対して経済的保障を始めようとしている。アルナーは、コミュニティの牧草地に分け与えたり、木やヤギを贈ったりすることで、施しではなく、むしろ自助努力を提供したいと考える。贈り物にはなんらかの義務が伴うものである。義務の遵守は規律を確保し、経済的向上に加えて道徳的再生にもつながりる。同じことが、糸紡ぎで一定の最低限の金額を節約した子供たちに対する約束された税金の免除にも当てはまる。節約する動機は、既存のリソースを慎重に使用するという感覚を目覚めさせることを目的としている。
これらの措置は、貧しい、土地のない村民を対象としている。しかし、アルナーはまた、農家向けにあらゆるイノベーションを用意している。これらは主に、経験と成功を収めた農家が同僚に特定の仕事を以前より良く行うよう指導することで、生産プロセスを改善することを目的としてたものである。この目的を達成するために、アルナーは、透明性を生み出し、農家が成功しなかった場合に自らを正当化するよう圧力をかける、詳細な在庫と監視の仕組みを開発した。収量の増加に加えて 、地籍の作成によって所有権と境界が明確になるため、ここでの目標は紛争を回避することでもある。
村民に対するこの非常に広範囲にわたる統制により、アルナーは国家の以前の失敗に対して次のように答えている。
「村の荒廃が 『上 』から始まったように、今や当局の ハウスルール、誠意、約束を守るための国家への配慮」(III, 390)は、細部に至るまで真剣に受け止められている。」 
ペスタロッツィにとって、アルナーの「合理的な計画と厳格な管理の仕組みの導入は、どちらも人間が埋め込まれることに依存しているという考えの一貫した継続である。しかし、1 つの危険は、独立に向けた発展が頓挫することである。

### 犯罪の予防
刑事司法に関するペスタロッチの考えは、犯罪が行われるずっと前から始まりまっている。その目的は、そもそも犯罪行為の実行を阻止することでなければならない。アルナーの改革はここでもうまく機能している。
最も貧しい人々にさえ物質的な安全を提供することによって、彼らはもはや、飢えてしまうからといって食べ物を盗んだり、さもなければ凍死してしまうからという理由で薪を盗んだりすることを強制されることはない。そして汚職の撲滅のおかげで、窃盗の（疑似）正当化はもはや存在しない。
しかし、いずれにしても犯罪行為を行う動機が消えてしまえば、刑罰の目的はもはや純粋に人々を抑止することだけではあり得ない。その代わりに、改善という考えが生まれてくる。これにより、アルナーは絞首台を解体できるほどになった。

### ボンナル村モデルの有効範囲
小説の終わりに近づくにつれて、ボンナル村モデルが国全体にどの程度有効であるかという問題が中心になってくる。ペスタロッチは、アルナーの改革は人道的観点から見識ある君主にふさわしいだけでなく、秩序ある状況と繁栄した経済活動は最終的には国家にも利益をもたらすと指摘する。
貴族に対するあらゆる批判にもかかわらず、ペスタロッチは革命を目指して努力しているのではなく、むしろ改革を広めており、その担い手と推進者はまさに貴族であるべきである。数人の大臣によるモデルの徹底的な検討と、陰謀を企てる廷臣たちの抵抗を押し切った後、公爵はアルナーの改革を説得した。こうして小説は堂々と、希望を持って終わる。
ペスタロッチがこの展開を最後まで考えていたかどうかという疑問は残る。「これにより、自分の権利を主張し、村の幸福以外には何の関心も持たない、理想的な貴族という奇妙な人物像が生まれた。古いボトルに新しいワインを注ぐというこの試みは、ペスタロッチの気付かないうちに、古い政府形態を内部から解体することにつながっていく。この改革はおそらく経済的および教育的な性質のものにすぎないだろう。しかし、人々が経済的にも道徳的にも自由になったとき、彼らは政治の分野で未熟なままでいることだけを望むだろうか？ […] ペスタロッチは、個人の経済的自立を保証する法的状況を望んでいる。アルナーが代表する啓蒙的専制主義は、自らを打ち消して新たな政治状況をもたらすことなく、この状況を生み出すことができるだろうか？ペスタロッチは、リーンハルトとゲルトルートにおいてこのアイデアを最後まで追求しなかった。しかし、革命期における彼の政治的色彩の変化は、私たちの疑問が正当であることを証明している。」

## スタイル (初版)

### 感受性
『リーンハルトとゲルトルート』の冒頭シーンには、思いやりのあるやつれた母親、泣き叫ぶ7人の子供たち、そして居酒屋(宿屋と兼業の)でなけなしの金を飲み干す父親という、感動的な作品の要素がすべて揃っている。「小説の説明には、泣き、ため息、うめき声、苦しみ、そして愛がある。これは、小説全体のプロットと、テキストの大きな部分を特徴づける繊細なジェスチャーの基礎が作成される場所であり 、重要ではないものであり、『にもかかわらず妻と子供を非常に不幸にしている心優しい男』 」の最初の段落のタイトル（II、13）にあるように、彼が居酒屋から戻ると、最初は彼の帰宅に気付かないほど夢中になっていた妻と子供たちが泣いているのに気づかさける。リーンハルトは彼女の悲しみの理由をこう尋ねます。
どうしたんだ、ゲルトルート！彼は彼女に言った、この悲惨な有り様はどうなっているんだ？
ああ、あなた！ゲルトルートは答えた - 私の心は心配でいっぱいなの - そしてあなたがいなくなると、私の悲しみはさらに深く私を蝕むのよ -
ゲルトルート、リーンハルトが答えた、お前が何を嘆いているのか分かっている、私は惨めな人間だ！ (II、14f)
その後、ゲルトルートは、このまま僅かばかりのお金で生活しなければならない場合、子供たちの将来について心配なことを彼に話した。最初の段落は次のように終わる。
そしてリーンハルトも負けず劣らず叫んだ――どうすればいいの？ – 私はなんて不幸なの！私に何ができる？ – 私はあなたが知っているよりもさらに惨めなんだ – ああ、ゲルトルート！ゲルトルート！それから彼は再び沈黙し、恐怖のあまり手を握り締めて大声で泣いた -
まあ、あなた！神の慈悲に絶望しないで – それが何であれ、私たちがお互いを助け、アドバイスできるように、話してください（II、16）
感情的な雰囲気は、文の途中であっても多数のダッシュと感嘆符が特徴的な書体にすでに現れている。
このような人々が泣く場面は本文中に何度も見られ、あらゆる階層の多くの人々に影響を与えている。第三部からの抜粋では、アルナーの例でこれを示す。村の集会で住民の不正行為をすべて取り上げた後、貴族は牧師館の庭に引き上げた。
庭の端には暗い東屋があり、日陰の丸天井の下には芝生のベンチがあり、重い気持ちで来ても安心して座ることができる。 –
アルナーは盛り上がった地面に顔を向けて横たわり、終わりの見えない民の惨状を涙で叢を濡らした。そして彼の絶望的な心配の苦痛は最高に高まった […] (III, 128)
この引用が見られる段落の見出しは「真の感受性は魂の強さに基づく」となっている(III, 127) これは、このスタイルの特徴を表すキーワード、つまり感受性というキーワードが提供されているのである。
この用語は、精神状態や精神的能力だけでなく、「18 世紀の文学と精神の歴史的傾向」も指しており、「18 世紀の最後の四半期」では「流行語」になる可能性がありる。 すでに時代を特徴づける言葉になっている。」
しかし、ペスタロッツィにとって、感受性は単なる偶然の文体的な要素ではなく、むしろ、感受性は道徳的感受性を伝達する手段と見なされているため、それによって道徳的高揚への関心を真に促進することができる。繊細な言葉遣いと道徳的関心は、切り離せない関係を形成している。ペトラ・コルテによれば、ペスタロッチが素朴な村の人々の文脈で繊細な言葉を使っているという事実が、彼の「文学的独創性と文学史的功績」を構成しているという。
しかし同時に、シュトゥルム・ウント・ドラングとの近さも注目に値する。彼の「高尚で、野放図でありながら、感嘆符、中途半端な文章、強制的な罵り言葉に満ちた、感情的で表現力豊かな言語は、下品で民俗的な傾向がある」。
ペスタロッチは修辞法を非常に巧みに使って感情を生み出している。したがって、例えばB. ルディの母親の死後、物語の語り手は、あまりにも大きな影響を受けたため、もう執筆を続けることができないと主張する。
「この[ルディ]と子供たち全員がどのように手を合わせたか、私には説明できない - 読者 - 泣いて黙っていて欲しい、それは私の心に響くから - [...]」 (II、71)
シーンの感情性は、少なくとも 3 つの修辞要素を備えたこの一文で保証されている。語り手の「自己演出」(「心に響きます」) に加えて、「言葉では言い表せない場所」がある。」 (「それは説明できません」) および直接の「読者への語りかけ」 (「- 読者 -」)。自己紹介と読者への呼びかけは同時に行われることがよくある。
同様の例がパート 4 にもある。シルビアは村からの使者が城に来るのを見て、もし使者の世話をしたらアルナーの仲間を失うのではないかと心配する。そこで彼女は、鋭い牙の犬たちに使者を追いかけさせ、彼が逃げ出すように仕向けた。しかし、犬たちが飛ばかかっていったことで彼は意識を失い、死んだのではないかと思われる。アルナーの一家は彼の世話をし、彼が再び目を開けて目を覚ましたとき、安堵した。
できるものならば、生き生きと話す事ができるようにこの覚醒を研ぎ澄ますことができれば!人々を統治することを学べるだろうにーしかし、私にはそれができない。この覚醒が生き生きと話せるようになるために、この覚醒を研ぎ澄ますことができないのだ。
読者よ、この覚醒について考え、私のために描いて下さい、でもこの絵を台無しにしないように。私は沈黙を守りたいのです。
高貴なる人よ!準備はできたでしょうか? もう一度話したほうが良いでしょうか? – (III、261)

### 宗教的な言葉
リーンハルトとゲルトルートの独特の言語スタイルには、聖書と宗教の言葉の響きも含まれている。
一例として、アルナーを「神の国」と修辞的に並べた性格付けが挙げられる。第三部では、彼は次のように述べている。「アルナーの行動を何と比較すればいいのか? – それは雨どいから落ちた雨粒が岩をくりぬくようなものである。 -」（III、207）これは、ルカ伝 13 章 18-21 節を思い起こさせる。「神の国は何に似ているか、何と比べようか。それは、一粒のからし種に似ている。そしてそれは成長して木となり、空の鳥がその枝に巣を作った。神の国を何にたとえようか。それは、ある女が3ブッシェルの小麦粉をパン種になるまで捏ね上げたパン種のようなものである。」(チューリッヒ聖書）
別の例はパート 3 にもある。アルナーとグルフィはゲルトルートを訪れ、彼女とルディの子供たちに糸車の学習と作業を同時にさせている様子に驚きを隠せない。
グルフィは彼女のモデルに従って授業を設定したいので、学校の建設を手伝ってほしいと彼女に頼みこむ。一方、ゲルトルートは、その要求が真剣な意味でのものであるとは到底信じられない。しかしアルナーは、「彼を助けるためにあなたが何をするとしても、あなたは私にもそうするでしょう。」（III、58）マタイ伝25章、40：「王は彼らに答えて言う： あなたがたは、わたしの兄弟であるこれらの最も小さい者のひとりにしたように、わたしにもしたのである。」このような修辞的手段を用いて、ペスタロッチは、「ペスタロッチにとって摂政と国民との関係は、基本的に全く権力関係ではなく、宗教的、教育的に理解される父親のような関係である」という意味でアルナーの人物像を称賛することに成功している。彼にとって、これは最初から絶対的権力へのあらゆる主張の終わりを意味する。」
ゲルトルートの姿も誇張されている。彼女はおそらく、登場人物が非常に多いこの小説の中で最も驚くべき人物である。彼女がアルナーのところに行き、代官の陰謀を説明すると、彼女は実際に代官の更生プロセスを開始する。彼女は自分自身の 7 人の子供たちだけでなく、時にはルディの 4 人の子供たちも育てている。
彼女は祖母の死後、家庭を立て直し、彼にふさわしい女性を見つけるのを手伝っている。彼女は、グルフィが自分の居間のモデルに基づいて学校の授業を設定するのを手伝う。最終的に彼女は、アルナーの妻テレーズと協力して村のコミュニティを再生する女性グループの一員となる。 (III, 383) 段落のタイトルの下に「女性の画像だが、一般用途ではない」とある。: (II, 279):
このように神の太陽が朝から夕方まで動くのです。 - あなたの目は太陽の足音に気付かず、あなたの耳は太陽が走る音を聞きません - しかし、太陽が地平線の向こうに沈んでも、あなたは太陽が再び立ち上がり、その果実が熟すまで地球を温め続けることを知っています。
読者よ！私が言うことはたくさんあります。しかし、私はそれを言うことを恐れていません。
大地を思い悩むこの偉大な母の姿は、ゲルトルートとそのリビングルームを神の聖域に高めるすべての女性の姿であり、彼女の夫と子供たちが天国に値するかどうかを示しているのです。 (II、280)
ペトラ・コルテは次のように述べている。「ペスタロッチは文体のコードを変え、語り手は賛美歌の語り手となり、時にはリズミカルな散文で書かれることもある。賛美歌の詩は、修辞的なレガリアとして宗教的なイメージを使用する崇高なスタイルを目指している。賛美歌を語る目的は、ゲルトルートの姿を神話的で超自然的な人物に様式化することである。ゲルトルートが「神の太陽」として日々の太陽の輪の中に現れるとき、イメージは哀愁の公式になる。もちろん、その変容の中で、地に縛られた真の母なる女神が、天と地を結ぶ透き通った力のように輝くのである。」

### 人気
この本の副題は「人民のための本」であり、ペスタロッチにとって、自分の小説が上流階級だけを対象としたものではないことは、重要なことであった。第一部の序文で、語り手は自分の思いつきではなく、単に「人々自身が感じていること」を表現しているだけであると主張している（II、3）。この「中立的な語り手および観察者としての自己表現」は、一方では「小説と現実とのつながりを証明することを目的とした正当化の手順の一部」であり、もちろんそれ自体がフィクションである。そしてその一方で、ペスタロッツィにとって魅力的な「客観的な理想」を前提としているが、それは「客観的という詩学的理想が大衆作家としての彼の習慣をさらに確実にするからである」。ペスタロッチがこの方法で自分の物語を正当化するという事実は、幻想的ユートピアと、娯楽と興奮に還元される現実逃避的な芸術小説との断固たる境界線を意味する[...]。」「ジャンルの歴史的な観点から」 、ペスタロッチは、集団的対立とユートピア的解決策を備えたドイツ民族小説のパラダイムを創造し、ルソー、ヴィーラント、ゲーテが好んだ個人の人間形成小説への対案を提供している。」
実際、この小説には、登場人物や村の設定だけでなく、作中で使用されている景観デザインの工夫にも多くの人気の特徴がある。万華鏡のような喜劇の幕間、悪党劇、感動劇、市場劇で、ボンナルは大衆の舞台となり、居間、村の広場、城が舞台となる。ハインリヒ・ツショッケは、この本はペスタロッツィが想像していたほどには人々に届けられなかったと主張し、彼は会話の中で著者に対して直接次のように述べている。「あなたの『リーンハルトとゲルトルート』はドイツ文学には類を見ないような傑作であるが 、しかし、これは決して人民向けの本ではありません。したがって、それは人々の手に渡らない。私はこの本を多くの都市の図書館の書架(Büchersammlungen)で見つけました。まだどの農家でも見たことがない。
この本は人々、民衆の心、考え方、習慣を純粋かつ忠実に描いている。それは田舎の人々の精神と生活を息づかせている…』若い子は年長者に、現実の人気を犠牲にしたとはいえ、世界文学に足を踏み入れたという慰めを与えた。」

## その後の版について
1790/92 年の第２版は大幅に内容が整理されされ、4 巻から 3 巻にまで減らされた。それにもかかわらず、プロットはほとんど同じままである。. この改訂案の特徴は、「改革主義の思想で王子を獲得し、ハプスブルク家の官職に自らを推薦したい」というペスタロッチの願望である。
この文章の政治化により、小説全体の文学的性格が変化し、小説が概念の統一性を強調する強力に要約されたプログラムに変わってしまった [...]ペスタロッツィはその間に勃発しているフランス革命にも反応している。 彼は貴族の責任を強調しているが、それでも「一般的に人類は、国家が勝手に放っておいて落ち着かない状態よりも、賢明な貴族の配慮の下でより良く繁栄する」 (IV, 464)という意見を持っている。
つまり革命ではなく、上から始まった改革ということになる。
1819/20 年の第３版は断片のままである。当初は6部構成になる予定だったが、最後の2部がなくなってしまった。現存する 4 つの部分のうち、最初の 2 つは最初のバージョンの部分にほぼ対応している。新しいパート 3 と 4 のプロットは、80 年代のパート 3 のプロットとほぼ一致している。
内容的には、個人の重要性がより強調され、国家の介入能力が下げられている。国は学校でのみ形成力を発揮していく。さらに、アルナーが社会を癒すための改革を始めたいのであれば、村自体に残っているポジティブな力に依存することになる。「しかし、内側から外側へ向かうこの再生プロセスが実際に国全体をどこまでカバーできるかという問題が生じる (VI, 22)。ボンナル村で実施されたモデル改革は当初、州の規制により国全域に導入することができたが、今では新しいアプローチが成功する保証はない。」

## 影響の歴史
ハインリヒ・ツチョッケの『 ゴルトマッハードルフ』 (1817 年) は、『リーンハルトとゲルトルート』の影響を強く受けている。『リーンハルトとゲルトルート』のアルナーと同様、『ゴルトマッハドルフ』の主人公オズワルドは「堕落した村社会の経済的統合と道徳教育」に関心を持っている。 […] オズワルドもアルナーと同様に厳格な法律を制定し、彼と同じように古い腐敗した村の寡頭政治と決着を付け、同盟者の輪を中心に仕事を構築している。」
ジェレミアス・ゴットヘルフの最初の小説『農夫の鏡』（1837 年）も教育問題を扱っている。この作品は、ペスタロッチの小説なしには「ほとんど考えられない」だろうが、そのモデルは文学的にはすでに輝かしい最初の小説によって完全に影が薄くなっている。
『リーンハルトとゲルトルート』の出版から 100 年後、ゴットフリート・ケラーは晩年の時代批判的な小説『マルティン・ザーランダー』(18886年)でこの作品を追悼した。犯罪者となった公証人2人の弁護は、おそらく無罪となるための情状酌量の材料として不適切な学校教育を法廷で提起した。しかし、裁判所長は、『リーンハルトとゲルトルート』の著者を引き合いに出して、それ以来、ペスタロッツィの精神に基づいて国民教育を改善するために国家が行ってきた多大な努力に言及することで、この主張を受け入れない。ともあれ、ケラーは個人の完全性に関するペスタロッチの啓蒙後期の楽観主義をもはや共有していない。
テオドール・フォンターネの小説『クヴィト』では、主人公が住んでいるメノナイト家の住人たちが、『リーンハルトとゲルトルート』を2 章にわたって一緒に読み、このテキストを使用して社会的な問題や一部の登場人物の個人的な懸念について話し合う場面がある。

## いくつかの人名の名前の由来
『リーンハルトとゲルトルート』の数多い登場人物の中には何の変哲もない名前も多い(リーマン、アエビ、キーナスト)。職業やキャラクタの特徴を直接に示している名前もある(シーラー(ハサミ)、クリーヒャー(おべっか使い、ごますり男))。がしかし、説明が必要なほど、印象的な名前が次々に登場する。そのうちのいくつかについては、研究により、どこから由来しているのかが可能性として明らかになってきた。そういう名前のいくつかは、ペスタロッチの同時代の人名からとってこられた事が多いが、それは実話小説(フランス語: roman à clef、ロマン・ア・クレ)、言い換えれば「実在の人物や出来事を架空の登場人物として小説の中に隠している」ということではない。 最も重要なものは、次のとおりである。
アルナー
ベルンの貴族(Patrizier)、ニクラウス・エマヌエル・ツァルナー（1727年～1797年）の名から借用、「1767年から1773年までノイホフに隣接するシェンケンベルクのバイリウィックを管理し、ペスタロッチと文通や文学的交わりを持っており、おそらくアイゼリンとの重要な関係や慈善事業において仲介を行った可能性が高く、アルナーの人物像に明確な特徴を与えるのに寄与したと見られる。」(II, 465f)
フンメル
「ビル出身の肉屋兼宿屋の主人ハインリヒ・マルキは、代官フンメルのモデルとなったことは間違いないと見られている。フンメルは、新しい農場を設立するために耕地を購入した際にペスタロッチを騙し、[...]その他の点でも評判が悪く、「一般的に嫌われ」、恐れられていた。」 […]ペスタロッチは、ブルでは一般的だったフンメルという名前を、彼がだまされた畑を差の土地の呼び名にちなんで「フンベラッカー」とした。」 (II, 466)
グルフィー
「Glüphj」とも書かれるこの名前は、名前の後半「phj」が「『リーンハルトとゲルトルート』の著者ヨハン・ハインリヒ・ペスタロッツィ」の頭文字JHPの逆読みにもなっている。

## 様々な版
初版
- Lienhard und Gertrud. Ein Buch für das Volk, Berlin und Leipzig, bey Georg Jacob Decker|George Jakob Decker 1781
- Lienhard und Gertrud. Ein Buch für‘s Volk. Zweyter Theil, Frankfurt und Leipzig 1783
- Lienhard und Gertrud. Ein Buch für‘s Volk. Dritter Theil, Frankfurt und Leipzig 1785
- Lienhard und Gertrud. Ein Buch für‘s Volk. Vierter und letzter Theil, Frankfurt und Leipzig 1787

批判版
- Pestalozzi. Sämtliche Werke, herausgegeben von Artur Buchenau, Eduard Spranger]und Hans Stettbacher, Walter de Gruyter, Berlin und Leipzig 1927 ff., Bände II bis VI (hier zitiert mit Bandnummer in römischen und Seitenzahl in arabischen Zahlen).

リーディング版
- Heinrich Pestalozzis lebendiges Werk, herausgegeben von Adolf Haller in vier Bänden, Band 1, Lienhard und Gertrud, Birkhäuser Verlag, Basel 1946 (Birkhäuser Klassiker, Band 72), 496 Seiten (enthält nur die ersten beiden der vier Teile).
- Johann Heinrich Pestalozzi: Werke Band 1, Lienhard und Gertrud, nach dem Text der Erstdrucke herausgegeben und kommentiert von Gertrude Cepl-Kaufmann und Manfred Windfuhr. Mit einem Nachwort von Manfred Windfuhr, Winkler Dünndruckausgabe, München 1977, später als Lizenzausgabe für den Buchclub Ex Libris, Zürich 1986, 907 Seiten.

## その他
ハンブルク＝バルムベック＝ノルドのペスタロッチ修道院(Pestalozzistift)の跡地にあるリーンハルト通りは、リーンハルトにちなんで名付けられた。

## 研究文献
- Paul Haller: Pestalozzis Dichtung. Diss. Orell Füssli, Zürich 1914, 144 Seiten
- Johanna Jung: Die Spätausgabe von Pestalozzis „Lienhard und Gertrud“ in ihren Beziehungen zur Erstausgabe,  Maschinenschriftlicher Durchschlag, [Berlin, Phil. F., Diss., 1942], 182 Seiten
- Herbert Gudjons: Gesellschaft und Erziehung in Pestalozzis Roman „Lienhard und Gertrud“. Verlag Julius Beltz, Weinheim / Berlin / Basel 1971, ISBN 3-407-12121-0 (Pädagogische Studien, Band 21).
- Udo Köster: Literatur der protoindustriellen Arbeit: Johann Heinrich Pestalozzis Roman „Lienhard und Gertrud“. In: Internationales Archiv für Sozialgeschichte der deutschen Literatur, 1993, 18, 2, S. 53–76
- Petra Korte: Pädagogisches Schreiben um 1800. Der Status von Schriftlichkeit, Rhetorik und Poetik bei Johann Heinrich Pestalozzi, Verlag Paul Haupt, Bern 2003, ISBN 3-258-06559-4 (Neue Pestalozzi-Studien, herausgegeben von Daniel Tröhler, Band 8).